# Chronologie d'Annecy
 (novembre 2021).
Si vous disposez d'ouvrages ou d'articles de référence ou si vous connaissez des sites web de qualité traitant du thème abordé ici, merci de compléter l'article en donnant les références utiles à sa vérifiabilité et en les liant à la section « Notes et références ».
Cette chronologie d'Annecy liste les faits marquants l'évolution de la ville d'Annecy, située en France dans le département de la Haute-Savoie en région Auvergne-Rhône-Alpes.

## La préhistoire
- 5400 av. J.-C. : présence d'agriculteurs dans la région d'Annecy.
- 3100 av. J.-C. : premier village littoral à Annecy-le-Vieux.

## L'antiquité
- VIe siècle av. J.-C. : des cavaliers halstattiens s'installent autour d'Annecy.
- Ve siècle av. J.-C. : les Allobroges atteignent la région.
- 121 av. J.-C. : défaite des Allobroges par le consul romain Quintus Fabius Maximus.
- Ier siècle av. J.-C. : bourgade gauloise dans la plaine des Fins succédant à un oppidum au pied du Semnoz.
- 62 av. J.-C. : les Allobroges sont définitivement battus par les légions romaines.
- Fin du Ier siècle av. J.-C. : les Romains fondent le vicus de Boutae dans la plaine des Fins.
- Ier siècle apr. J.-C. : essor du vicus gallo-romain de Boutae (25 ha, 2000 2 000 hab.).
- 260 - 277 apr. J.-C. : Boutae subit plusieurs attaques et est incendié.
- IVe siècle apr. J.-C. : restauration de Boutae.
- Ve siècle apr. J.-C. : destruction de Boutae.
- VIIIe siècle apr. J.-C. : grand domaine royal (fiscus) de la villa Aniciaca (qui a donné le nom d'Annecy) sur la colline d'Annecy-le-Vieux.

## XIesiècle
- XIe siècle : naissance de la bourgade d'Annecy-le-Neuf au pied d'une tour de défense édifiée sur le dernier contrefort du Semnoz, dès le VIIIe siècle.
- Fin XIe siècle : première église Saint-Maurice d'Annecy-le-Neuf.

## XIIesiècle
- 1107 : première mention de l'église Saint-Maurice d'Annecy-le-Neuf.
- 1128 - 1178 : expansion de la bourgade d'Annecy sous le comte Amédée Ier de Genève.
- 1132 : construction d'une maison forte sur l'île au milieu du Thiou.
- 1170 : tenue, tous les mardis, d'un important marché (qui existe toujours huit siècles plus tard !).
- Fin XIIe siècle : installation des comtes de Genève au manoir de Novel, puis au château.

## XIIIesiècle
- XIIIe siècle : agrandissement du château des comtes de Genève.

## XIVesiècle

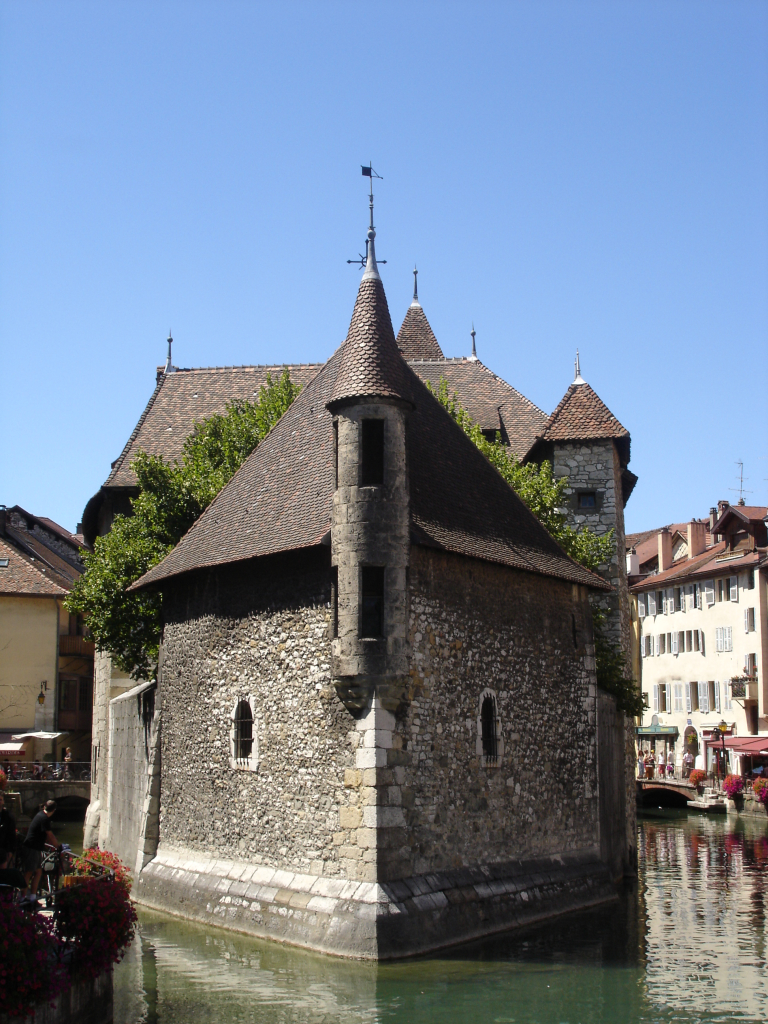
Le palais de l'Îsle au milieu du Thiou.

- 1340 : Le 27 avril, un très important incendie détruit la ville et le château. Jusqu'en 1344, d'importants travaux de restauration sont réalisés.
- 1356 : Aménagement de la maison forte de l'Isle.
- 1367 : Confirmation des franchises du bourg d'Annecy par Amédée IV de Genève.
- 1394 : Édification par Robert de Genève de l'église Notre-Dame-de-Liesse, nécropole des comtes de Genève, en collégiale.

## XVesiècle

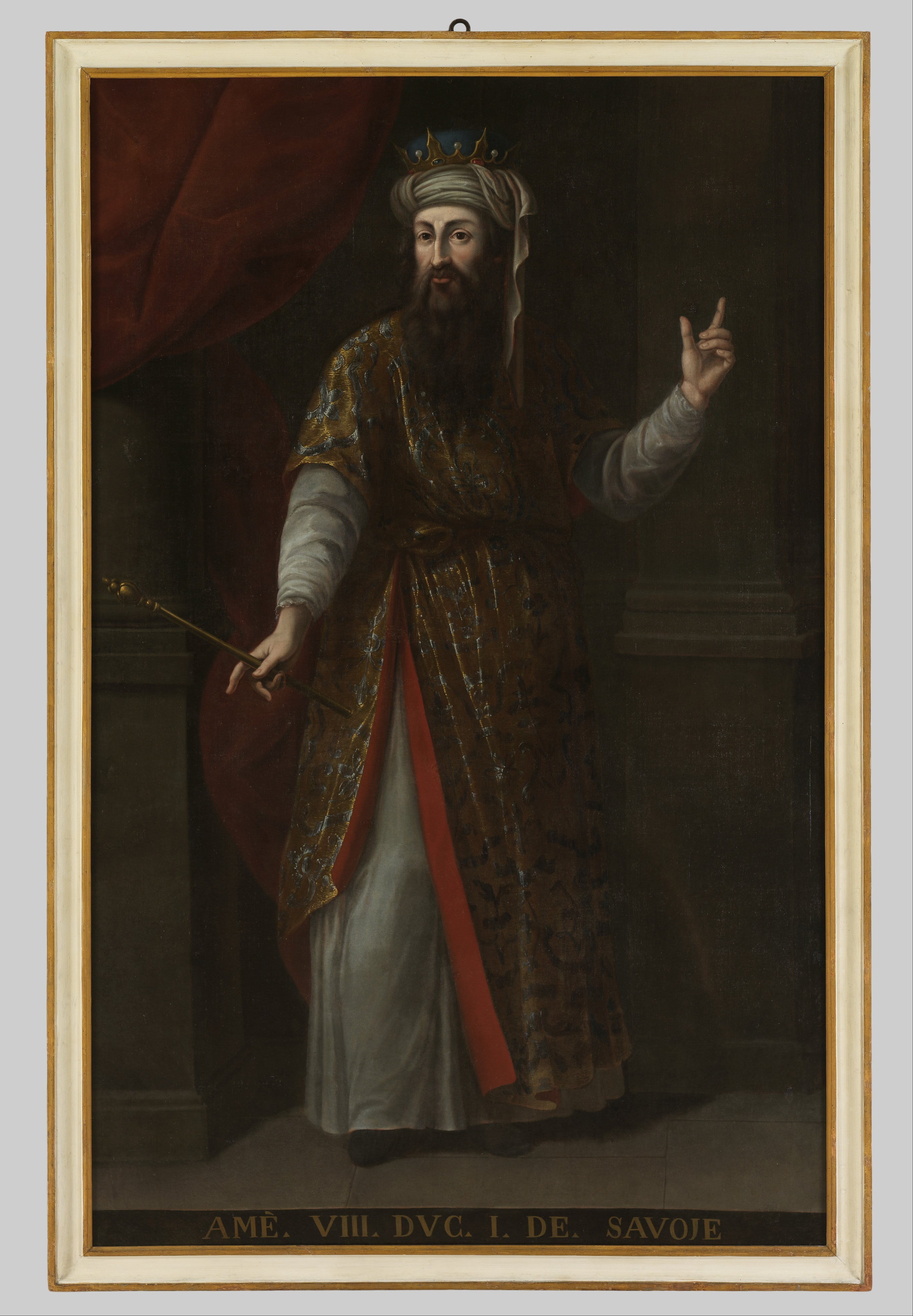
Comte Amédée VIII de Savoie

- 1401 : Annecy et le Genevois sont acquis par le comte Amédée VIII de Savoie qui rachète le château le 5 août.
- De 1403 à 1405, le comte Amédée VIII fait restaurer le château pour s'y établir.
- 1412, le 3 février, un terrible incendie détruit la ville et le vieux logis du château.
- 1418 : le pape Martin V et les cardinaux qui rentrent du concile de Constance sont reçus au château par le nouveau duc.
- 1422 : installation des dominicains et début de la construction de l'église Saint-Dominique (future église Saint-Maurice).
- 1434 - 1444 : Annecy, capitale de l'apanage de Philippe de Savoie (Genevois et Faucigny).
- 1448, 13 mai : un nouvel incendie ravage la ville d'Annecy et l'église Notre-Dame.
- 1460 - 1491 : Annecy, capitale de l'apanage de Janus de Savoie, fils du duc Louis de Savoie, fait comte apanagiste de Genevois, baron de Faucigny et de Beaufort.
- 1477 :
  - Nouvel incendie qui détruit le quartier du Saint-Sépulcre (actuel quartier de Loverchy).
  - Le château accueille la conférence qui rétablit la paix entre la duchesse de Savoie, Yolande de France qui avait pris le parti Bourguignon, et les Suisses à l'issue des guerres de Bourgogne.
- 1491 : un conseil restreint, dit des Douze, composé des quatre syndics et de conseillers, administre la ville.

## XVIesiècle
- 1514 : Annecy, capitale de l'apanage de Genevois, Faucigny et Beaufort, au profit de Philippe de Savoie-Nemours, duc de Nemours en 1528, à la suite de son mariage avec la princesse Charlotte d'Orléans-Longueville.
- 1535 - 1570 : La princesse Charlotte fera bâtir le Logis Nemours, le logis neuf et refaire le chemin de ronde.
- 1536: Les chanoines de Saint-Pierre et les clarisses de Genève se réfugient à Annecy.
- 1549 : Fondation du collège par Eustache Chappuis.

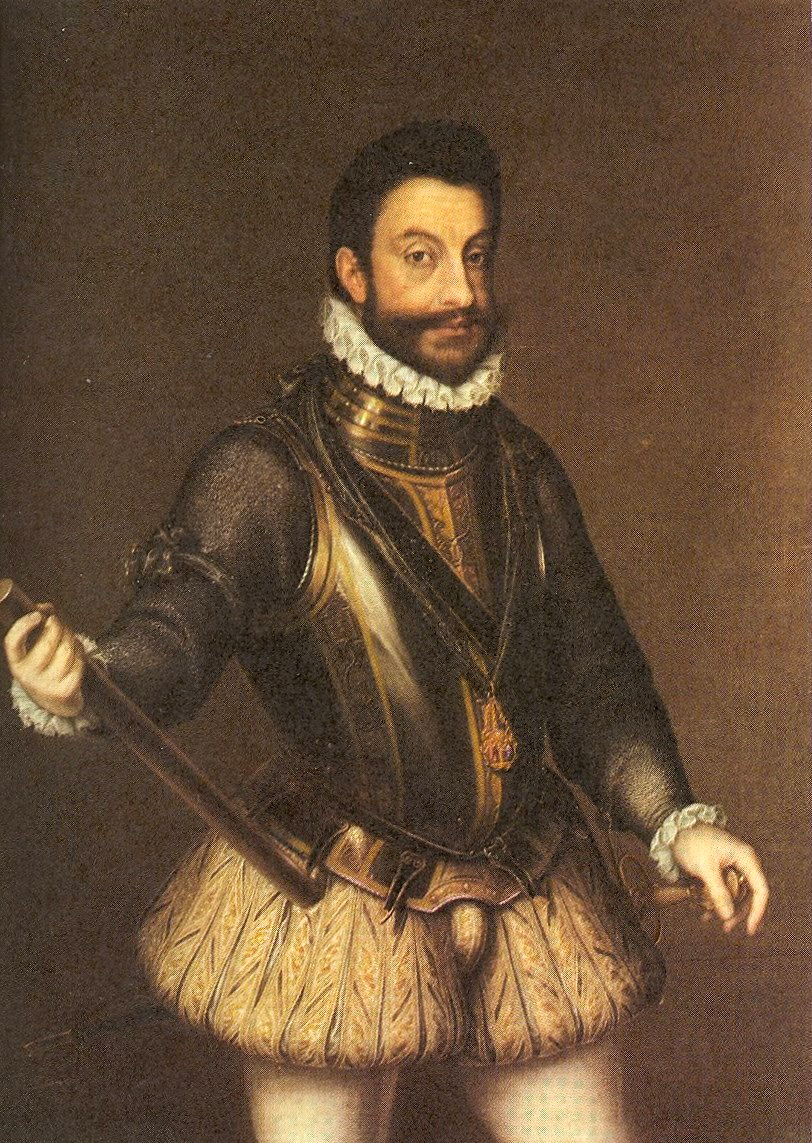
Duc Emmanuel-Philibert de Savoie

- 1564 : Réection, par Emmanuel-Philibert, duc de Savoie, du comté de Genevois en duché.
- 1568 - 1578 : Ange Giustiniani, premier évêque de Genève en résidence à Annecy (cf. Liste des évêques d'Annecy).
- 1573 : Lors de l'hiver le lac est entièrement gelé, un riverain mesure entre le hameau de l'Étraz et la rive d'en face une largeur de 2 431 aunes.
- 1578 - 1602 : Épiscopat de Claude de Granier qui lance la Réforme catholique dans le diocèse.
- 1592 :  Fondation du couvent des capucins.
- 1600, le 5 octobre lors de la guerre franco-savoyarde, le roi de France Henri IV fait une entrée triomphale à Annecy accompagné d'Henri Ier de Savoie-Nemours. Il est reçu au château pour une somptueuse réception.

## XVIIesiècle
- 1602 - 1622 : Épiscopat de saint François de Sales.
- 1606 : Création, à la mode italienne, de l'Académie florimontane par saint François de Sales et le président Antoine Favre, vingt-huit ans avant la fondation de l'Académie française.
- 1610 : Fondation de l'ordre de la Visitation par saint François de Sales et sainte Jeanne de Chantal.
- 1613 : Donation par le comte Bernard VI de Menthon (1562-1627) « d'un grand pré que l'on appelle Pâquier » pour les jeunes membres de la « compagnie des chevaliers tireurs ».
- 1614 : Les Barnabites s'installent au collège chappuisien.
- 1616, à l'automne 1616, les troupes savoyardes commandés par Sigismond d'Este, marquis de Lans viennent s'emparent de la ville et du château. Grâce à l'intervention de saint François de Sales, le duc félon Henri Ier de Savoie-Nemours conserve toutefois son apanage.
- 1630, le 20 mai, la ville et le château sont pris par les troupes du roi Louis XIII, commandés par Gaspard III de Coligny, maréchal de Châtillon, malgré la résistance de son gouverneur Louis Louis de Sales. Louis XIII et Richelieu s'installent au château pour un bref séjour.
- 1638 : Les Annonciades de Saint-Claude s'installent au faubourg dit des... Annonciades.
- 1639 : Les Bernardines réformées s'installent au Pâquier.
- 1640 : Les eaux envahissent les bords immédiats du lac et les capucins organisent une procession pour implorer la clémence divine.
- 1641 : Les Lazaristes s'installent au faubourg de Bœuf, puis au grand séminaire.
- 1648 : Les Cisterciennes de Bonlieu (Sallenoves) se réfugient au faubourg de Bœuf.

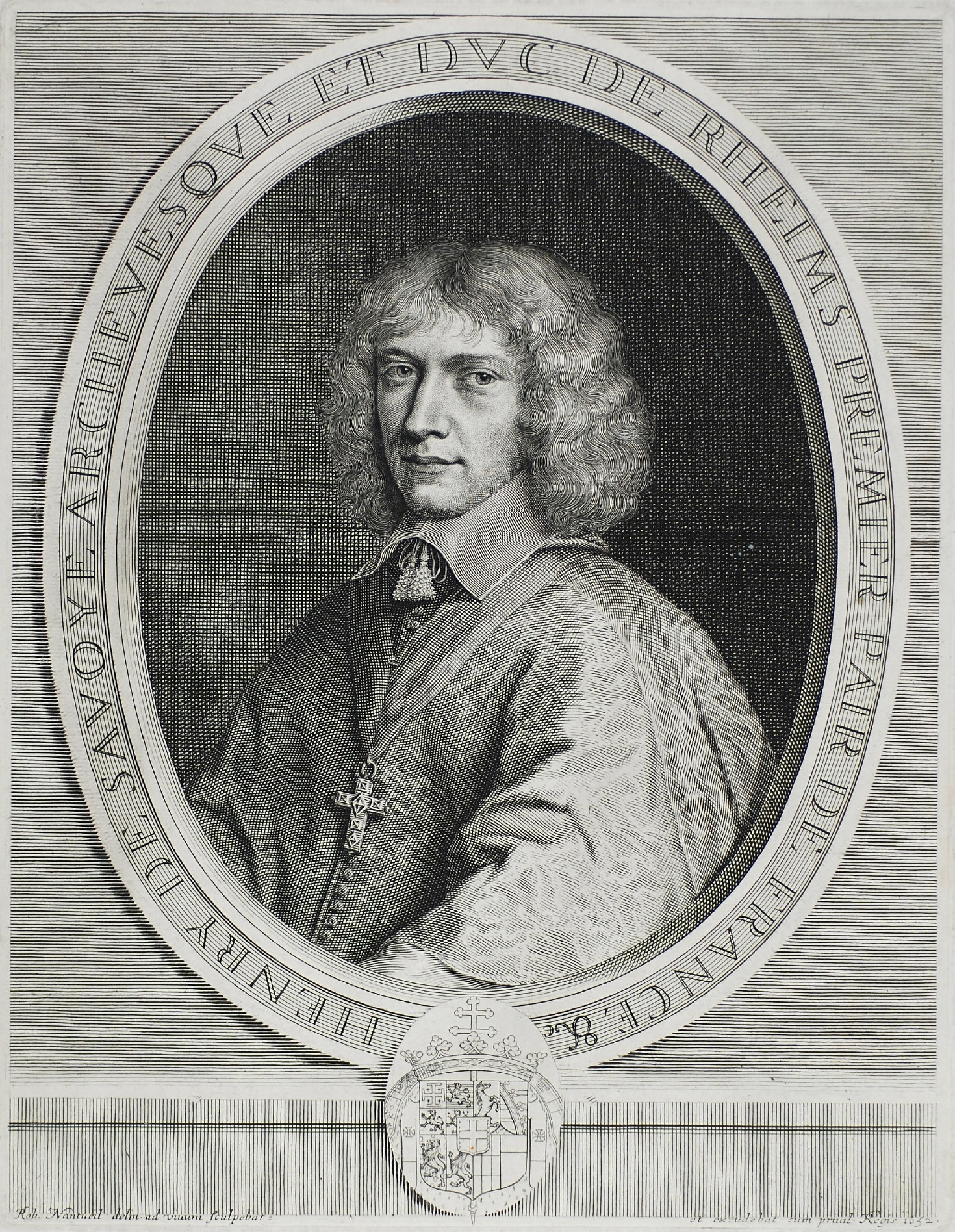
Duc Henri II de Savoie-Nemours

- 1651 : Première opération de désenvasement du Canal de Vassé. Le Conseil municipal réquisitionne un homme de chaque famille des communes du lac pour mener à bien ce curetage.
- 1655 : la ville est envahie par les eaux qui submergent jusqu'au puits Saint-Jean.
- 1659 : à la mort d'Henri II, dernier duc de Genevois-Nemours, Charles-Emmanuel II de Savoie supprime l'apanage. Le château fait retour au duc, qui en fait la résidence du gouverneur de la place d'Annecy.
- de 1661 à 1695, le château sert d'évêché sous l'épiscopat de Jean d'Arenthon d'Alex prince-évêque de Genève.
- 1680 : Deuxième opération de désenvasement du Canal de Vassé.
- 1691 - 1696 : Occupation française.

## XVIIIesiècle
- 1703 - 1713 : occupation française.
- 1711 : au printemps, inondation catastrophique. Lors de cette petite époque glaciaire, le niveau du lac monte de 3,10 mètres au-dessus du niveau actuel, causant des inondations catastrophiques et d'énormes dégâts. Une partie des remparts s'effondre et les plaines voisines sont inondées.
- 1712 : le conseil municipal décide, pour lutter contre les incendies, d'acquérir deux pompes à bras foulantes en provenance de Genève.
- 1713 : suppression définitive du Conseil de Genevois. Annecy devient chef-lieu de la province de Genevois et siège d'une intendance.

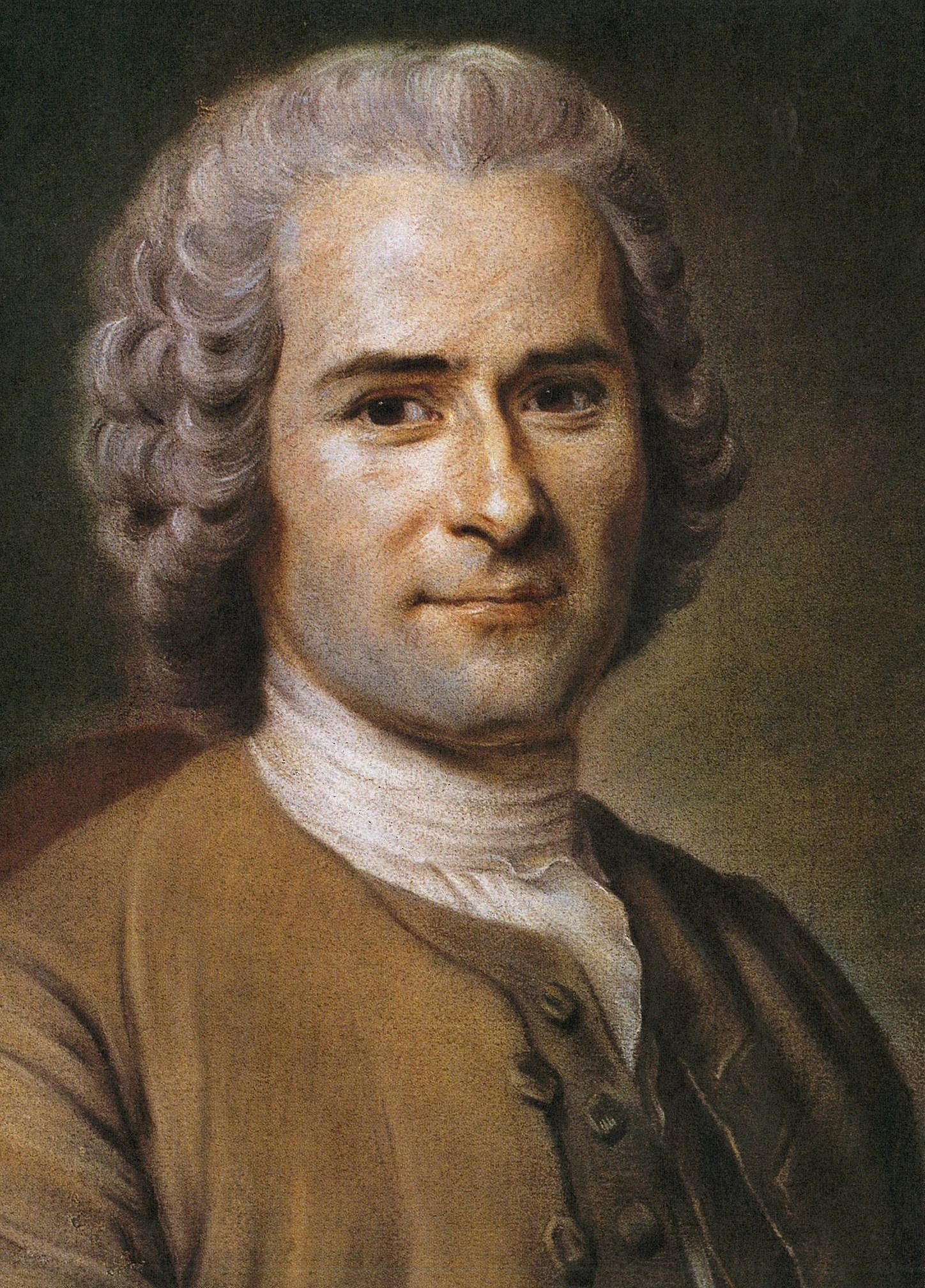
Jean-Jacques Rousseau

- 1723 : nouvel incendie important dans la ville.
- 1728 : en mars, premier séjour du jeune Jean-Jacques Rousseau (16 ans), fuyant Genève et le calvinisme, auprès de la baronne Françoise-Louise de Warens, une Vaudoise émigrée, née à Vevey, et récemment convertie au catholicisme. Le jeune Rousseau est recommandé par le curé de Confignon, Benoît de Pontverre. Leur rencontre, le jour des Rameaux, est un coup de foudre.
- 1729 : en juin, le jeune Rousseau, après une année passée à Turin, revient à Annecy après avoir abjuré le protestantisme et s'être converti au catholicisme. Il loge à nouveau chez Mme de Warrens qui est son initiatrice intellectuelle et sentimentale.
- 1730 : durant l'été, le jeune Rousseau revient à Annecy pour la dernière fois.
- 1741 : troisième opération de désenvasement du Canal de Vassé pour un coût de 7 524 livres.
- 1742 - 1748 : occupation espagnole. Le château est transformé en caserne et subit de graves dommages.
- 1755 : nouvel incendie important qui détruit la rue de la Filaterie.
- 1755 - 1764 : Construction de l'hôpital général.
- 1780 : Horace Bénédict de Saussure est mandaté pour mesurer la profondeur du lac. Il effectue 47 sondages et trouve 180 pieds au trou du Boubio soit 62 mètres.
- 1782 : début de la construction du palais épiscopal (démolition de la maison de Mme de Warens).
- 1785 : construction du premier bâtiment du casino-théâtre.
- 1792 : le 22 septembre, les troupes françaises révolutionnaires envahissent le duché de Savoie.
- 1793 :
  - Élection d'une municipalité républicaine. Évêché constitutionnel. Émeutes et révolte près d'Annecy.
  - La population demande la création d'une compagnie de pompiers.
  - Le couvent des Annonciades est supprimé par l'administration révolutionnaire et le bâtiment est mis en vente. Il est partiellement démoli.
- le château est déclaré bien national, baptisé « Maison de la Montagne », il sert à abriter les armées républicaines, puis impériales. Il gardera cette fonction jusqu'à la Seconde Guerre mondiale.
- 1794 :
  - 5 avril, édition du premier plan d'urbanisme d'Annecy, élaboré par l'architecte Thomas-Dominique Ruphy. Ce plan prévoit la destruction du mur d'enceinte pluricentenaire, l'aménagement de la route vers Sevrier en faisant creuser le rocher de la Puya, la création d'un grand axe s'étendant d'Annecy-le-Vieux à Cran-Gevrier (avenue d'Albigny, rue Royale, rue du Pâquier), la rue de la République, l'aménagement des quais et de plusieurs places. Ce plan a été essentiellement appliqué entre 1816 et 1860 sous la période sarde.
  - Répression révolutionnaire du représentant en mission Antoine Louis Albitte et entreprise de déchristianisation systématique.
- 1795 : Croissance de l'industrie textile grâce à des capitaux genevois.

## Premier Empire(1804 - 1815)
- 1800 : François Favre, premier sous-préfet d'Annecy.
- 1803 :
  - Création de la première compagnie des pompiers, composée de 30 hommes « robustes et zélés », reconnaissables grâce à un brassard surmonté d'une plaque portant l'inscription « Secours - Sûreté - Pompiers d'Annecy ».
  - La ville compte un peu moins de 5 500 habitants.
- 1804 ; Création de la manufacture de coton dans l'ancien couvent Sainte-Claire par Jean-Pierre Duport. Elle emploiera jusqu'à 2 000 personnes et s'agrandira sur des parcelles attenantes[1].
- 1807 : Quatrième opération de désenvasement du Canal de Vassé.
- 1811 : La manufacture de coton emploie un millier d'ouvriers.
- 1814 : 
  - Combats, autour d'Annecy, entre troupes françaises et autrichiennes.
  - Cinquième opération de désenvasement du Canal de Vassé

## Restauration sarde (1815 - 1860)
- 1815 : Grande fête pour célébrer la réintégration de la ville au sein du royaume de Piémont-Sardaigne.
- 1819 : Sixième opération de désenvasement du Canal de Vassé.
- 1821 : Ouverture de la nouvelle route à la Puya vers Faverges.
- 1822 : Chef-lieu de la province du Genevois, Annecy recouvre son évêché : diocèse d'Annecy et non plus de Genève-Annecy.
- 1822 : Démolition de la porte du Pâquier et installation de réverbères à huile.
- 1823 : Ouverture de l'avenue de Genève et de la nouvelle route d'Aix-les-Bains.
- 1824 : Ouverture de la rue Royale et de l'avenue de Chambéry.
- 1825 : 
  - Démolition de la porte de Bœuf (rue Carnot) et arasement du mur d'enceinte.
  - Construction de quais et de ponts de pierre, percement et pavage de rues, construction du premier théâtre de la ville sur initiative privée[2].
- 1819 : Septième opération de désenvasement du Canal de Vassé.
- 1826 :
  - Transfert des reliques de saint François de Sales et de sainte Jeanne de Chantal au nouveau monastère de la Visitation.
  - Construction du deuxième bâtiment du casino-théâtre.
- 1828 : Construction d'une nouvelle usine de tissage à Cran-Gevrier due à la nécessité de mécaniser les métiers à tisser des filatures d'Annecy à la suite de la crise financière du début du XIXe siècle[3].
- 1832 : La rue Neuve (rue de la République) relie la rue Sainte-Claire à la rue Royale.
- 1823 - 1855 : Aménagement de la rive du lac : régularisation de la place aux Bois, construction de quais de pierre sur la rive, sur le Thiou et le Vassé, comblement du canal Thiou-Vassé, assainissement du clos Lombard, création du Jardin public, du pont des Amours, du champ de Mars, de l'avenue d'Albigny, de l'île des Cygnes...
- 1839 : Lancement du Chérubin, premier bateau à vapeur sur le lac et aménagement de la route des Creuses vers Rumilly.
- 1842 : Annecy, siège de l'une des deux intendances générales du duché de Savoie : Division administrative d'Annecy.
- 1843 : Construction de l’école du Quai Jules Philippe, laïcisée en 1880, elle constituera le seul établissement d'instruction primaire de la ville jusqu'en 1907.
- 1845 : L'évêque d'Annecy adresse au roi Charles-Albert un mémoire pour dénoncer la condition ouvrière dans des filatures d'Annecy et de tissage de Cran, proposant un système de contrôle de la salubrité et des conditions de travail.
- 1846 - 1853 : Reconstruction de la collégiale Notre-Dame-de-Liesse dans le style néoclassique.
- 1848 : Construction de l'hôtel de ville (mairie, intendance, tribunal, musée, bibliothèque).
- 1850 : Fondation de la banque de Savoie et construction d'une usine pour l'éclairage au gaz.

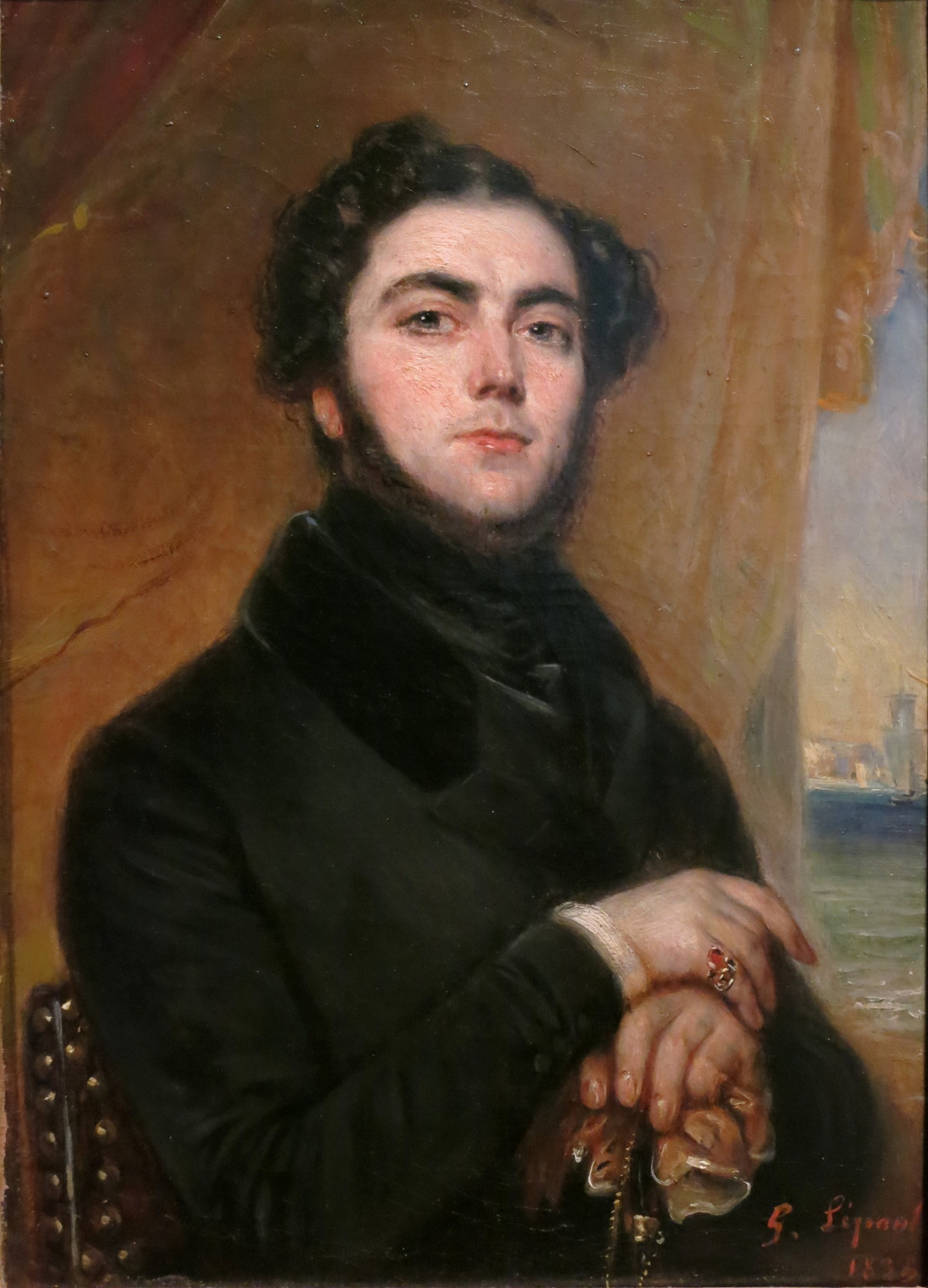
Eugène Sue

- 1851 : Huitième opération de désenvasement du Canal de Vassé. Pour la première fois, la municipalité fait appel à une entreprise privée[4].
- 1857, Le 6 août, obsèques de l'écrivain Eugène Sue (1804-1857), auteur des fameux Mystères de Paris. Condamné à l'exil par Napoléon III, et installé à Annecy-le-Vieux depuis 1852, c'est un personnage sulfureux pour le clergé, ce qui ne facilite pas les choses ; craignant des débordements, Cavour, premier ministre du royaume de Sardaigne, fait protéger la cérémonie par l'armée. Quelque 3 000 personnes l'accompagnent à sa dernière demeure au cimetière de Loverchy.
- 1858 : La manufacture emploie 2 000 personnes.

## Second Empire(1860 - 1870)
- 1860 : 
  - Par le traité de Turin du 24 mars, le duché de Savoie et le comté Nice sont cédées à la France par le roi de Piémont-Sardaigne, Victor-Emmanuel II et son chef du gouvernement Camillo Cavour en échange de l'appui politique et militaire de la France pour l'unification des États italiens. Cette annexion fut ratifiée par le plébiscite des 22 et 23 avril 1860 par lequel les Savoyards furent appelés à se prononcer en faveur ou non de l'annexion.
- Le 29 août, une somptueuse fête vénitienne est donnée en l'honneur de la visite de Napoléon III et de son épouse qui naviguent sur le lac d'Annecy.
- 1861 - 1864 : Construction d'un hôpital moderne aux Marquisats.
- 1861 - 1870 : Reboisement du Crêt du Maure.
- 1862 : Inauguration du nouvel Grand Hôtel Verdun qui sera agrandi en 1874.
- 1863 : La ville rachète le bâtiment du casino-théâtre, et d'importants travaux de rénovation et d'agrandissement sont entrepris avec une nouvelle salle à l'italienne de 774 places, chauffée et éclairée au gaz, et une scène remise à neuf.
- 1865 :
  - Construction de la préfecture, de la prison — à l'emplacement de l'actuel palais de justice pour remplacer les vieilles prisons insalubres (actuel Palais de l'Île), offrant 80 places — et la gendarmerie construite à côté de la prison.
  - Inauguration du nouveau casino-théâtre.
- 1866 : 
  - Arrivée du chemin de fer et construction de la première gare.
  - Inauguration de la préfecture,  bâtiment de style Louis XIII d’un blanc immaculé, son parc privé de 2 hectares est inscrit à « l'inventaire des sites pittoresque de la Haute-Savoie ».
  - Mai : La Compagnie des bateaux à vapeur sur le lac d'Annecy est fondée et remplace la CNLA dissoute.

## Troisième République(1870 - 1940)
- 1875 : Les 160 hommes de la compagnie de pompiers sont organisés en 4 sections.
- 1885 : Couverture partielle du Canal de Vassé pour la création de la nouvelle rue Vaugelas[5].
- 1886 : Les pompiers bénéficient d'une caisse de retraite.
- 1888 : Construction du lycée Berthollet.
- 1889 : Ouverture de la nouvelle caserne des Fins (future caserne Galbert en 1922) qui accueille le 11e Bataillon de Chasseurs à Pied (BCP) puis le 27e bataillon des Chasseurs alpins (1922-1997). La caserne comprend une douzaine de bâtisses en longueur pour accueillir 650 soldats.
- 1891 : Dernière glaciation complète du lac à partir du 22 février. Depuis le 28 novembre 1890, la température n'était jamais passée au-dessus de zéro degré.
- 1895 : Création du Syndicat d'initiative.
- 1906 : En septembre, la sécheresse fait reculer le lac de 150 m avenue d'Albigny.
- 1908 : En décembre, l'eau de la source lacustre du Boubioz à 80 m de profondeur est désormais en partie captée pour l'alimentation d'Annecy.
- 1909 : Début de la construction de la Basilique de la Visitation qui sera achevée en 1930.
- 1910 : En janvier des pluies diluviennes font déborder le lac vers les terres basses[6].
- 1911 : Transfert de la Visitation au Crêt du Maure et translation des reliques de saint François de Sales et de sainte Jeanne de Chantal lors de fêtes grandioses.
- 1912 : 
  - Construction de l'hôtel des Postes et aménagement du quartier de la Gare.
  - Le directeur du Grand Hôtel Verdun René Leyraz achète pour 500 000 francs à l'architecte Louis-Joseph Ruphy, un terrain situé au bord du lac  pour construite l'Impérial Palace[7].
- 1913 : Le 14 juillet, ouverture de l'Impérial Palace avec seulement le rez-de-chaussée et le 1er étage terminés. Le reste de la construction s'étalera jusqu'en 1918.
- 1916 : Création de l'usine Schmidt, Roost et Oerlikon (S.R.O.) pour la fabrication de roulements à billes (future SNR).
- 1918 : Les eaux submergent l'avenue d'Albigny.
- 1921 : Inauguration par le maire Joseph Blanc du nouveau bâtiment accolé au théâtre pour accueillir une salle des fêtes, deux salles de jeux et un café-glacier.
- 1922 : En juillet, le 27e bataillon de Chasseurs Alpins (BCA), à son retour en France depuis la Haute-Silésie, remplace à la caserne des Fins le 11e BCP. La Caserne prend le nom du commandant Joseph de Galbert (1874-1916) mort au combat dans la Somme[8].
- 1924 : La caserne des pompiers s'installe dans un nouvel hangar, rue d'Italie (actuelle rue des Glières, à l'emplacement de la poste actuelle. Désormais reliée au téléphone, son numéro est le 3.48.
- 1928 : En juillet, sur l'emplacement de la maison de madame de Warens, inauguration d'un balustre en l'honneur de Jean-Jacques Rousseau, commandé à l'initiative du peintre André-Charles Coppier.

- 1930 : 

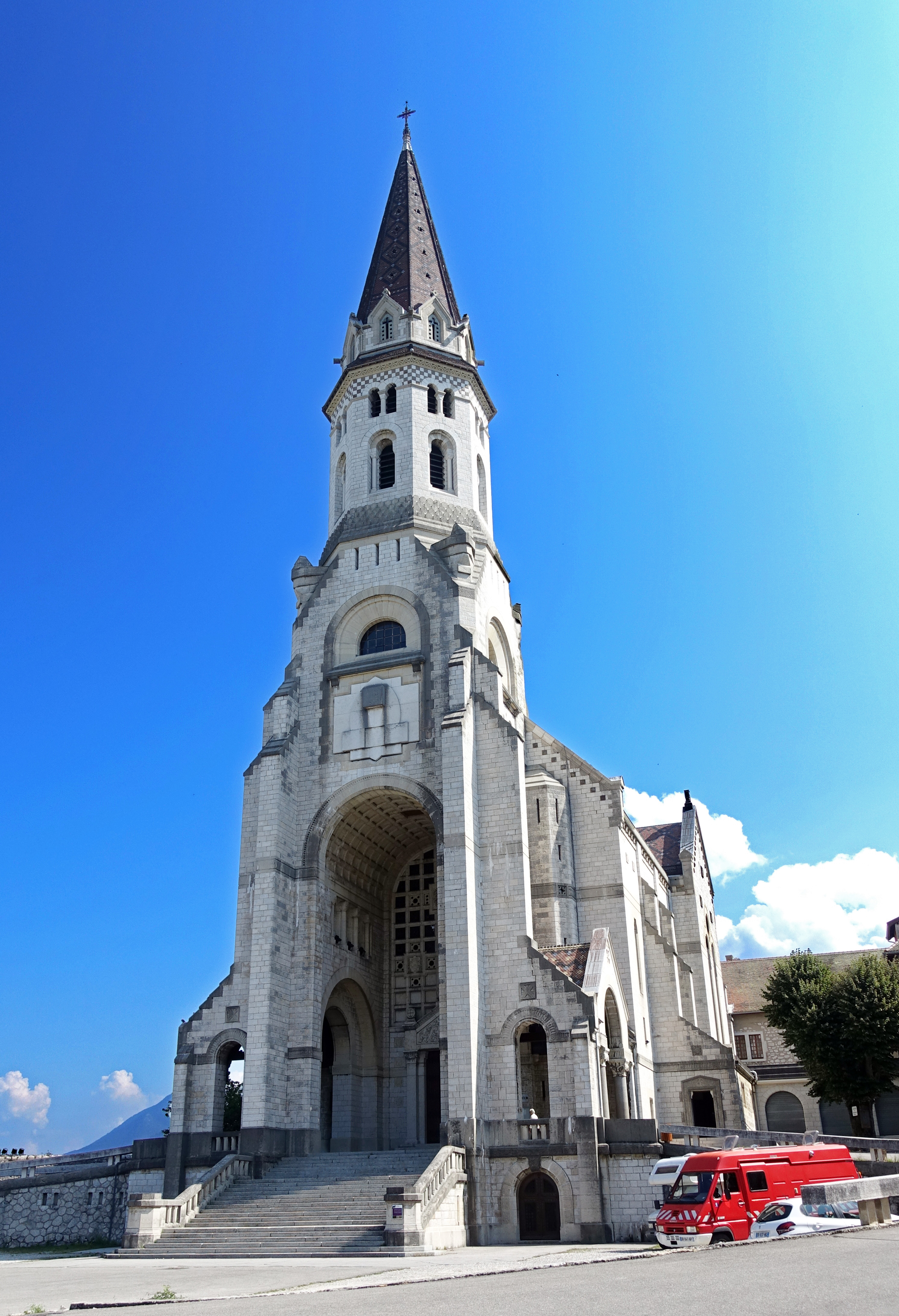
Basilique de la Visitation

  - Achèvement de la basilique de la Visitation commencée en 1909 et consacrée en... 1949.
  - L'Impérial Palace est vendu à l'Union nationale des sociétés mutuelles de retraites des anciens combattants.
- 1932 : 
  - Construction des deux plongeoirs de la plage de l'Impérial.
  - Démolition de la caserne Decouz (30e régiment d'infanterie) face au lac.
- 1934 : Construction du Pont Albert-Lebrun.
- 1935 : En février, Alban Dulong rachète le fonds de l'Impérial Palace.
- 1936 :
  - Percée de la rue du Lac et début de la construction du nouveau quartier du Lac.
  - Recensement : Annecy compte 23 293 habitants.
  - 11-12 septembre, 5 prisonniers s'évadent de la prison après avoir tué un gardien. Repris, trois d'entre eux sont condamnés aux travaux forcés à perpétuité.
  - L'Auberge du Lyonnais est repris par Flora et Jean-Marie Saulnier. Pendant la guerre l'auberge sera un lieu stratégique pour la résistance.

## Seconde Guerre mondiale(1939 - 1945)
- 1941 :

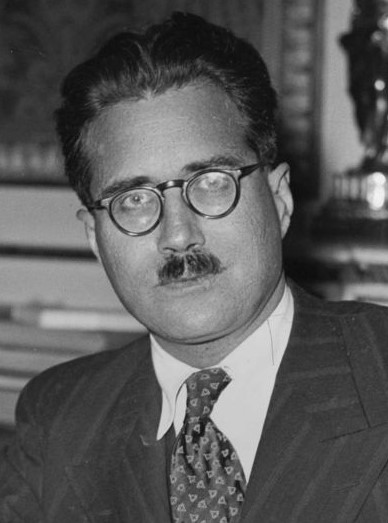
François de Menthon vers 1944-1945

  - début de la diffusion des journaux de la Résistance : Le Coq enchainé, Combat, Libération et Franc-Tireur.
  - septembre : visite du maréchal Philippe Pétain, chef de l’État.
- 2 mai 1942 : François de Menthon, agressé par le Service d’ordre légionnaire (SOL), est jeté dans le bassin de la fontaine devant l'hôtel de ville.
- 1943 :
  - L'occupant allemand réquisitionne l'Impérial Palace pour devenir un hôpital militaire.
  - le 11 novembre : bombardement allié visant l'usine S.R.O. (future S.N.R.) qui travaille pour l'industrie allemande, avec des bombes de 500 kg, faisant 14 morts et 15 blessés dans le secteur de la paroisse Saint-Maurice - Loverchy - route d'Aix-les-Bains : trois maisons et une ferme détruites (Le Petit Dauphinois du vendredi 12 novembre 1943).
  - le 23 novembre : pour venger la mort du chef départemental de la Milice française, Gaston Jacquemin, et de son adjoint, Roger Franc, tués à Thônes le 21 novembre par des maquisards du groupe franc, les miliciens provoquent une panne d'électricité qui plonge la ville dans le noir, et assassinent François Busson, commandant retraité, Elie Dreyfus, ancien journaliste, Edouard Dreyfus, ancien avocat, Louis Paget, épicier, et blessent Albert Bel, entrepreneur, qui a lancé le mouvement "Coq enchaîné" en 1940, et Georges Volland, notaire. Le lendemain, la Feldgendarmerie arrête neuf personnes.
  - le 18 décembre, un jeune homme abat un Feldgendarme rue Filaterie : une opération de contrôle est ordonnée par la Feldgendarmerie ; les vieux quartiers (on ne disait pas encore "la vieille ville" !) sont bouclés par la troupe armée et, selon René Dépollier, journaliste, 2500 à 3 000 personnes sont rassemblées toute la nuit sur la place de l'hôtel de ville pour vérification d'identité : un homme est arrêté et emmené ; il tente de s'enfuir au pont de Brogny ; il est fusillé sur le champ.
  - le 28 décembre : rafle d'environ deux cents personnes par la 12. Kompanie du III./SS-Polizei-Regiment 28 Todt, cantonnée à l'école Saint-François : plusieurs hommes sont arrêtés et envoyés à Lyon.
- 1944 :
  - Les eaux submergent l'avenue d'Albigny, il s'agit de la plus importante inondation depuis 200 ans : « La préfecture est transformée en île et la foire baigne dans l'eau ».
  - 13 mars : rafle la plus importante organisée par la Milice française et le S.R.M.A.N. (Service de répression des menées antinationales) : les vieux quartiers sont de nouveau bouclés par les francs-gardes de la 2e cohorte, cantonnée au casino : de nombreuses personnes sont arrêtées et détenues, entre autres sur le bateau France, dans les vieilles prisons (Palais de l'Isle) et le château.
  - 4 mai : la cour martiale tient une nouvelle séance à la villa Mary (P.C. de l'intendance de police) : une dizaine de maquisards des Glières sont condamnés à mort.
  - 10 mai : nouveau bombardement allié visant l'usine S.R.O. : 14 morts dont une sentinelle allemande, 26 blessés, cent dix maisons plus ou moins touchées. Les commissaires allemands mettent en œuvre le projet dit Verlagerungsprojekt : il s'agit de transférer tout le matériel récupérable de l'usine dans le tunnel ferroviaire de Vovray (ligne Annecy - Albertville ouverte en 1901 et fermée pour les voyageurs en 1938) ; des travaux de maçonnerie sont entrepris, mais, si certaines machines de la S.R.O. sont envoyées aux Forges de Cran pour réparations, aucune d'entre elles n'est installée dans le tunnel de Vovray.
  - juin : de nombreux lieux de détention de résistants sont dénombrés dans la ville : maison d'arrêt départementale, rue Guillaume-Fichet, quartier Dessaix (garde mobile), avenue de la Plaine, villa Mary (intendance de police), avenue du Parmelan, intendance (S.R.M.A.N.), rue de l'Intendance, Commanderie (Milice française), rue des Marquisats, villa Martens (Milice française), boulevard Saint-Bernard-de-Menthon, école des Cordeliers (centre de "criblage"), quai des Cordeliers, vieilles prisons (Palais de l'Isle), château des ducs de Savoie-Nemours, bateau France, villa Schmidt (police allemande de sécurité), avenue d'Albigny, école Saint-François (police allemande d'ordre, 239 résistants y sont torturés et martyrisés), rue de la Gare, sans oublier le quartier Galbert et le camp de Novel.
  - 18 août : les forces de la résistance encerclent la ville contraignant les Allemands à négocier leur reddition.
  - 19 août : libération d'Annecy par les Forces françaises de l'intérieur. Reddition de la Milice française et capitulation de la garnison allemande. Fusillade devant le quartier Galbert : trois policiers allemands et deux maquisards sont tués. Le Comité départemental de libération s'installe à la préfecture.
  - 20 août : grand défilé de la Libération, des milliers de personnes accueillent les troupes des Forces Françaises de l'Intérieur (FFI).
  - 28 août : 44 prisonniers de guerre allemands, dont de nombreux SS-Polizei, sont fusillés à Vieugy sur ordre du commissaire de la République à Lyon en représailles du massacre de Saint-Genis-Laval.

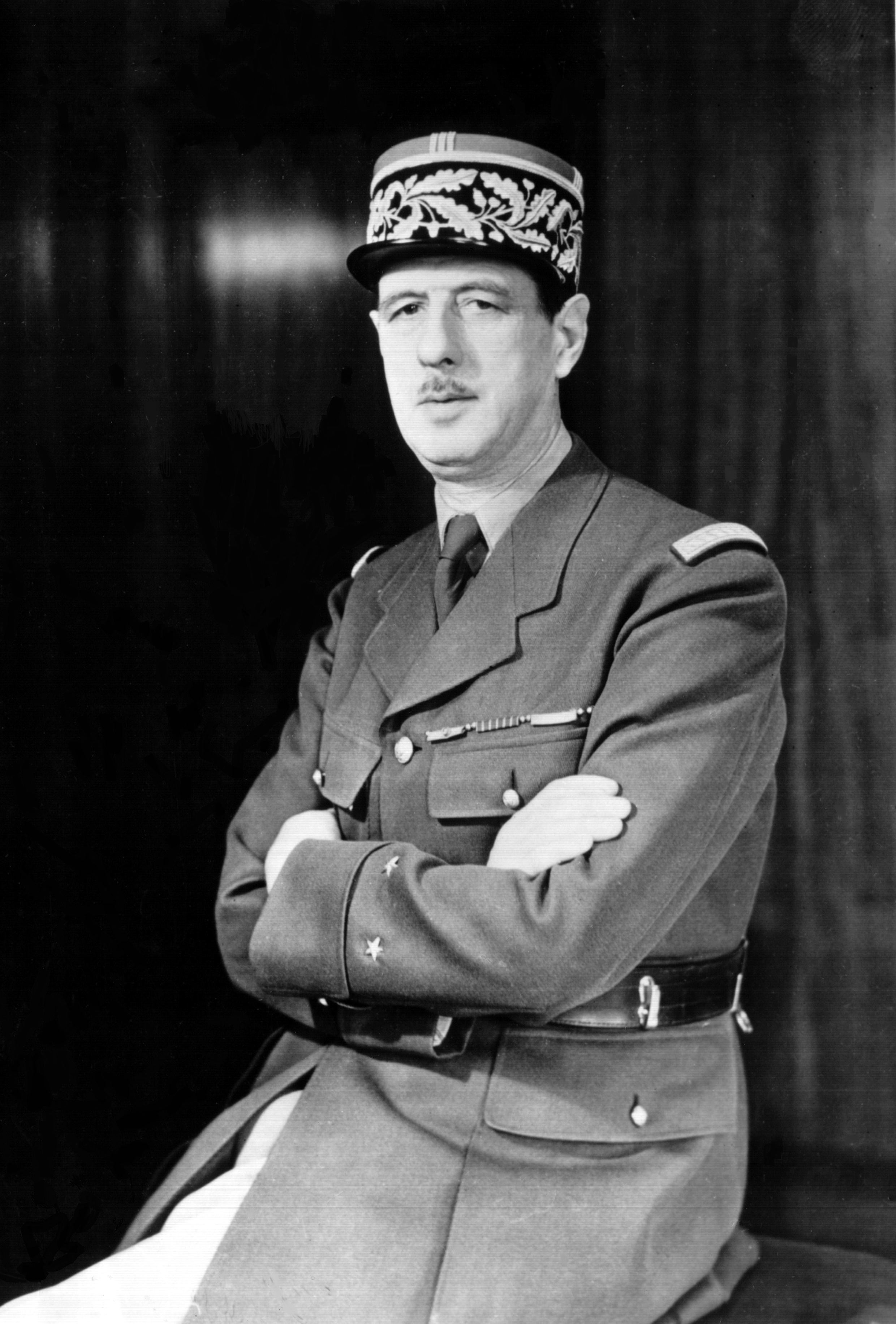
Charles de Gaulle en 1942

- - 4 octobre : visite du général de Gaulle, accompagné du ministre de la Guerre André Diethelm, du ministre de la Justice, Garde des Sceaux, François de Menthon et du chef d'état-major des armées, le général Alphonse Juin.
  - 5 octobre : la cour martiale condamne à mort sept collaborateurs qui sont exécutés à Vieugy par un peloton de F.F.I.
  - octobre : deux charniers sont découverts ; le premier dans la cour du quartier Galbert, avenue de Genève, où cantonnait un détachement du Reserve-Grenadier-Regiment 157 ; le second dans la cour de l'école Saint-François, rue de la Gare, où cantonnait la 13. Kompanie du I./SS-Polizei-Regiment 19.
  - 2 novembre : la cour martiale condamne à mort le colonel de gendarmerie Georges Lelong, intendant de police et directeur du Maintien de l'ordre du gouvernement de Vichy, qui s'est constitué prisonnier. Le 16 novembre, il est enlevé de sa prison et exécuté sommairement avec l'ex-préfet Marion dans la carrière de la Puya par un groupe de F.T.P. du Chablais.
  - mars 1945 : le comte Roussy de Sales, ancien maire de Thorens, qui avait rejoint le maquis du Grésivaudan et combattu en Maurienne, est arrêté à Annecy : il est disculpé, mais abattu en pleine rue par un inconnu.

## Quatrième République(1946 - 1958)
- 1946 :
  - 14 janvier 1946 : Création de la première Maison des jeunes, rue du Collège Chapuisien, par l'instituteur et résistant communiste Georges Mallinjoud dont il sera le premier directeur[9].
  - rachat par Renault de l'usine de roulements à billes (Schmidt, Roost et Oerlikon) qui devient la Société nationale de roulements (SNR).
- 1947 : 
  - Visite du président Vincent Auriol.
  - En septembre, la sécheresse fait reculer le lac de plus de 150 m avenue d'Albigny. Cette année-là fut « une année de disette sans moissons ni vendanges ».

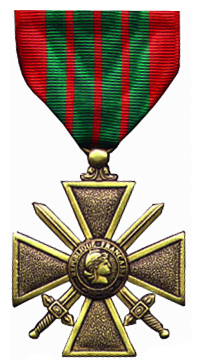
Croix de guerre 1939-1945

- 1948 : Le 11 novembre Annecy est cité à l’ordre de la brigade des Forces françaises de l’intérieur et reçoit la croix de guerre avec étoile de bronze.
- 1950 :
  - Quatrième reconstruction du casino-théâtre. Le nouveau bâtiment conçu par Paul Jacquet peut accueillir 880 spectateurs.
  - L'organisation des pompiers s'étoffe avec l'arrivée de nombreux volontaires parmi les employés municipaux, les ouvriers de l'usine SNR et les militaires du 27e BCA. Les manœuvres et les entraînements sportifs deviennent obligatoires, d'autant plus que les pompiers interviennent plus souvent dans les secours aux personnes et en particulier lors des noyades dans le lac.
  - Visite de John W. Snyder, secrétaire au Trésor américain.
- 1951 :
  - En janvier, fondation et premier numéro du Journal L'Essor savoyard
  - En juillet, le gouvernement américain, qui, en 1950, avait commandé à la Fonderie Paccard 57 cloches, répliques exactes de la Liberty Bell, pour chacun de ses États, offre la 57e à « Annecy en reconnaissance de l'habileté technique et de l'art de ses ouvriers, et pour rappeler que la liberté est un héritage commun ». Cette cloche est installée dans l'église des Fins.
- 1952 : Incendie du château d'Annecy. La population pauvre de marginaux et d'immigrés qui y logeait part s'installer dans des baraquements d'urgence construits par la mairie sur un vaste terrain situé chemin de la Prairie. Le quartier acquiert vite une mauvaise réputation et prend le surnom de « Chicago ». La ville achètera le bâtiment pour le rénover et en faire son futur musée.
- 1953 :
  - Commencement de la restauration du château et des quartiers historiques, création de la société des Amis du Château.
  - Implantation du siège social France et Europe de la multinationale américaine Gillette (rasoirs et lames mécaniques). À la fin des années 1970, l'entreprise emploie plus de 1 000 personnes.
- 1954 : 
  - Juillet, une compétition de stock-cars et une course de voiture est organisée sur le Pâquier.
  - Décembre, élection de Charles Bosson comme nouveau maire d'Annecy, qui le restera jusqu'en 1975.
- 1955 : La manufacture de coton ferme définitivement ses portes : créée en 1804, la crise de 1929, les grèves de 1936 et la guerre auront eu raison d'elle[10];

## 1958à l'an 2000
- 1959 : 
  - La municipalité déclare une "servitude d'espace vert" sur le parc de l'Impérial Palace.
  - Le 12 octobre le nouveau Musée-château à la suite de sa rénovation obtient son classement aux Monuments Historiques.
- 1960 : Le 5 novembre, inauguration de la nouvelle caserne des pompiers au 29 avenue du Stand, qui devient centre de secours principal. Le numéro d'appel est désormais le 18.
- 1962 :
  - Collecteur du tour du lac qui retrouve sa pureté.
  - Avril, tremblement de terre de 5,3 sur l'échelle de Richter[11] et provenant d'un épicentre situé à Corrençon dans l'Isère.
- 1963 :
  - Dernière glaciation du lac lors de l'hiver 1962-1963. Les Annéciens peuvent patiner du côté de la presqu'île d'Albigny.
  - Première ZUP à Novel.
  - Première présentation de l'œuvre de Jean Lurçat, le Chant du monde, à Annecy.
  - Embauche du premier pompier professionnel. Désormais les pompiers professionnels vont remplacer les pompiers permanents.
- 1964 : Inauguration du parc des Sports.
- 1965 : En septembre l'Impérial Palace est déclaré en faillite et ferme ses portes.
- 1967 : Le 20 mars la municipalité décide d'acquérir l'Impérial Palace et ses jardins d'une surface globale de 43 624 m2[12].
- 1968 : Création d'une équipe de pompiers spécialisée dans les secours en montagne.
- 1969 : 
  - Le 26 février, inauguration du nouveau bâtiment des Nouvelles Galeries au cœur du quartier du Parmelan. 35 000 personnes ont participé à l'opération portes ouvertes. La forme ronde du bâtiment, imaginée par son architecte Antoine Dory, est due à son parking hélicoïdal long de 2,5 kilomètres. Une autre innovation, l'escalier mécanique, premier à être installé à Annecy[13].
  - Démolition de la prison (construite en 1865) pour laisser place au nouveau palais de Justice (1978). La nouvelle maison d'arrêt est construite à Bonneville.

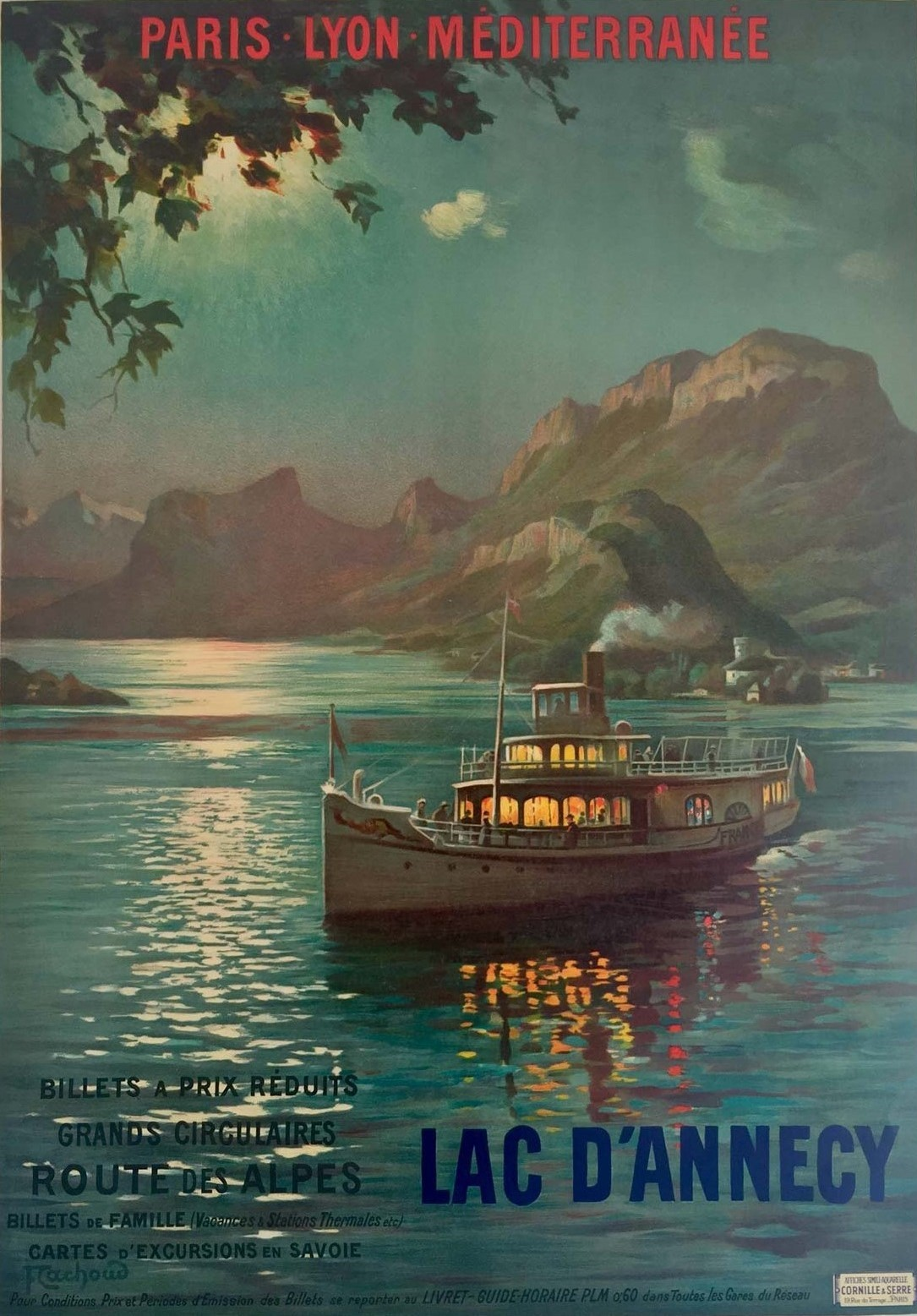
Bateau Le France sur le Lac d'Annecy le soir (François Cachoud)

- 1971 : Le 13 mars, le vieux France, fierté du lac, coule au large d'Albigny. Son épave qui repose à 40 mètres au fond attire depuis les plongeurs passionnés.
- 1972 : 
  - L'ancienne gendarmerie est démolie à son tour après le départ des militaires vers leur nouvelle caserne Dessaix au sud du quartier de Novel.
  - Nouvelle opération mécanique de désenvasement du Canal de Vassé. 4 000 m3 de vase sont extraits[4].
- 1973 : Début de la zone piétonne.
- 1975 : 
  - Construction de la cité de la Prairie en lieu et place des baraquements construits en 1952, laquelle devient le cœur du nouveau quartier de la Prairie.
  - Le parc public Charles Bosson, établi sur la surface de la villa Schmidt, rasée en 1975, qui fût la propriété du fondateur de l’ancêtre de l'entreprise NTN-SNR.
  - En juillet la municipalité ouvre officiellement au public le parc de l'Inpérial Palace.
- 1976 : 
  - La mairie décide la réalisation de la Croix piétonne au centre ville qui sera inaugurée en juin par le ministre André Fosset.
  - Ouverture de la galerie Royale Center.
  - Jumelage avec un gouvernorat de Tunisie.
- 1978 : Construction de bâtiments modernes sur l'emplacement de l'ancienne manufacture, et du nouveau palais de Justice. Début de la construction du centre culturel de Bonlieu.
- 1980 :
  - Une vaste affaire d'escroquerie éclate, datant d'au moins dix ans, dans laquelle sont impliquées la majorité des croupiers et la direction du casino-théâtre.
  - Visite de Simone Veil, alors présidente du Parlement européen.
- 1981 :
  - Le bâtiment du casino-théâtre est définitivement détruit, libérant un espace de plus d'un hectare, rendu à la pelouse du Pâquier.
  - Début de la construction de la nouvelle gare.
  - Le 15 octobre, inauguration du centre culturel de Bonlieu par le ministre Jean-Pierre Cot sur l’emplacement de l'ancien hôtel Verdun démoli en 1970.
  - Le 25 octobre, incendie à l'impérial Palace à l'abandon, la toiture et le dernier étage sont la proie du feu.
- 1983 : 
  - Inauguration de la nouvelle gare et ouverture de la liaison Annecy - Paris par le T.G.V.
  - Bernard Bosson est élu maire d'Annecy et le restera jusqu'en 2007.

- 1984 : 

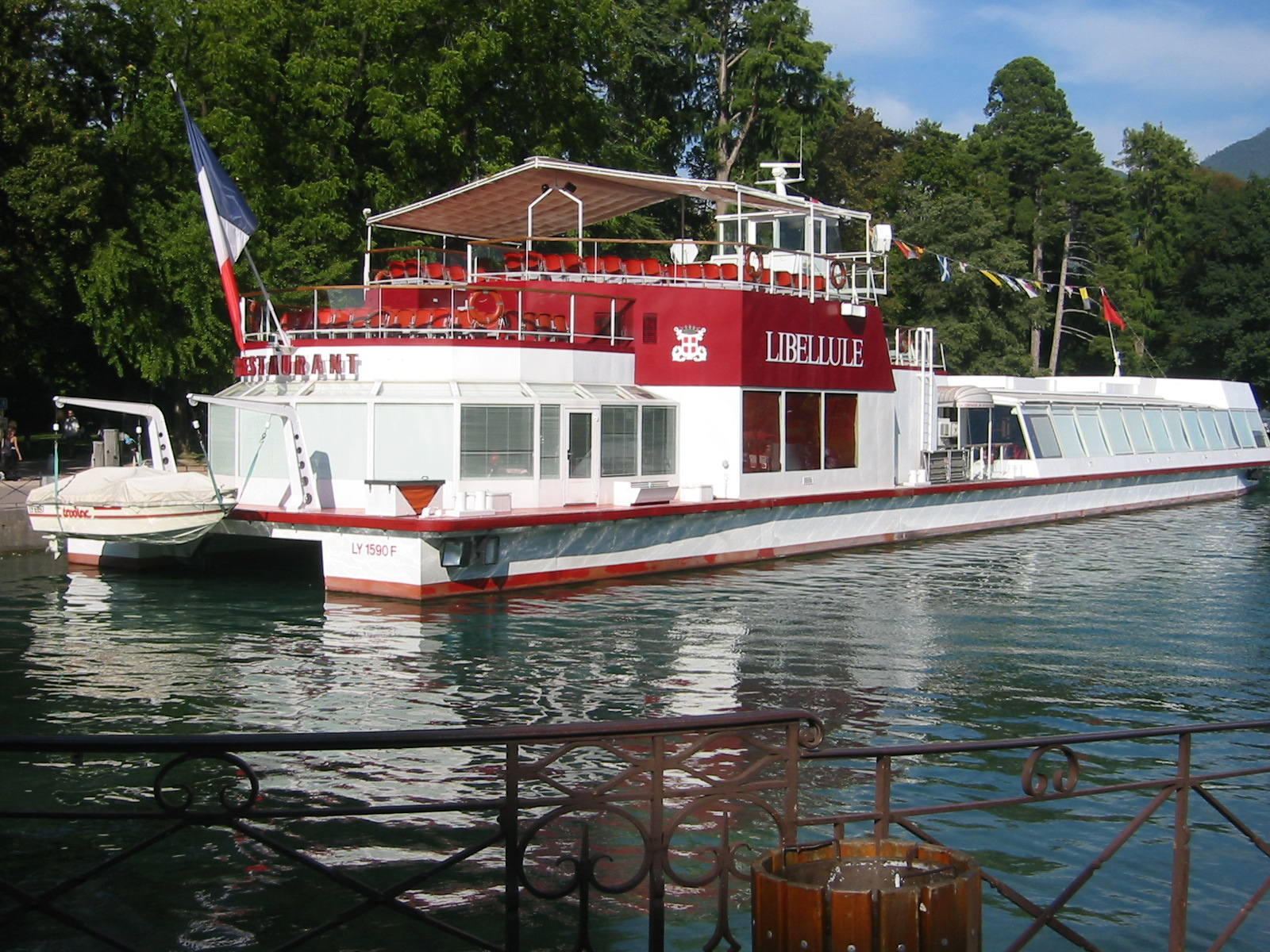
Le Libellule à Annecy, France, été 2004

  - Grande rénovation des deux plongeoirs de la plage de l'Impérial.
  - Lancement du nouveau bateau "Le Libellule" nouvelle fierté du lac d'Annecy, un grand catamaran de croisières (60 m × 12 m, 2x210 ch, 595 passagers).
- 1985 : Transfert à son nouveau siège d'Annecy de la Fédération française de Ski depuis Paris. C'est la seule grande fédération national sportive dont le siège n'est pas dans la capitale.
- 1986 : 
  - Le 7 octobre, visite du pape Jean-Paul II à la basilique de la Visitation (vidéo INA), avec plus de 70 000 personnes.
  - En décembre, un accord est signé par la municipalité avec le groupe Hopf pour la reprise du fonds de l'Impérial Palace et sa reconstruction.
- 1987 : Le 27 avril, le tueur en série italien Roberto Succo, dans la région d'Annecy, enlève France Vu-Dinh, 30 ans, ex-professeur d’anglais. À l'heure actuelle, on ne sait toujours pas ce qu'elle est devenue.
  - 1990 : En décembre, entièrement reconstruit et réaménagé, l'Impérial Palace rouvre ses portes en tant que nouveau complexe hôtelier autour d'un casino.
- 1991 : 
  - La production de Gillette est délocalisée, ne laissant à Annecy que certains services administratifs et le marketing.
  - Le 31 mars, inauguration du Casino Impérial Palace après d'importants travaux de réhabilitation.
- 1992 : Le journal L'Essor savoyard est absorbé par le groupe Le Messager.
- 1993 : 
  - Visite du président Jacques Chirac.
  - Visite de Michèle Alliot-Marie, ministre de la Jeunesse et des Sports.
  - Le 30 mars, le Maire Bernard Bosson est nommé ministre de l'Équipement, du Transport et du Tourisme dans le gouvernement Édouard Balladur, jusqu'au 11 mai 1995.
- 1994 : Visite de Philippe Douste-Blazy, ministre délégué chargé de la Santé.
- 1996 : Le 15 juillet, un tremblement de terre de magnitude 5,2 d'une trentaine de secondes secoue tout le bassin annécien faisant un certain nombre de dégâts matériels conséquents. L'épicentre a été localisé en profondeur sur la faille du Vuache entre Épagny et la Balme-de-Sillingy[14].
- 1997 : Le 27e bataillon des Chasseurs alpins déménage de la caserne Galbert vers la nouvelle caserne Tom-Morel à Cran-Gevrier, plus grande et plus moderne[2].
- 2000 : 
  - Mise en œuvre de la départementalisation des pompiers avec la création du service départemental d'incendie et de secours à Meythet.
  - La multinationale Gillette quitte définitivement son siège européen de l'avenue de Genève pour la région parisienne.

## XXIesièclejusqu'à fin 2016
- 2001 : 
  - Janvier, inauguration du nouveau multiplex de Cinéma, Décavision, avec 10 salles et près de 2000 fauteuils.
  - 22 janvier, destructeur attentat à la bombe contre le palais de Justice.
  - 7 mars, inauguration du nouveau centre commercial Courier, en forme originale de "C".
- 2002 :
  - Création d'un centre de secours moderne opérationnel sur toute l'agglomération, complété par la caserne d'Annecy.
  - La multinationale Gillette quitte définitivement ses locaux d'Annecy pour Levallois-Perret.
- 2003 : 
  - Jumelage avec la ville slovaque de Liptovsky Mikulas.
  - L'été caniculaire fait baisser le niveau du lac.
- 2007 : en janvier, Jean-Luc Rigaut est élu comme nouveau maire à la suite de la démission de Bernard Bosson.
- 2008 :
  - Visite de Hervé Morin, ministre de la Défense.
  - La société japonaise Noboru, Tomoe et Nichizono (NTN) devient majoritaire (51 %) dans la SNR (roulements à bille). En 2010, NTN monte sa participation à 80 % dans NTN-SNR.
  - Mai inauguration du nouvel hôpital
- 2010 : Démarrage des travaux de rénovation et de construction des usines de traitements des eaux de La Puya et des Espagnoux. Les travaux s'étaleront jusqu'à l'été 2015.
- 2011 : 
  - Visite de Chantal Jouanno, ministre des Sports.
  - 7 juillet, débâcle de la candidature d'Annecy aux Jeux Olympiques d'Hiver de 2018.
  - Destruction du bâtiment de l'ancienne école privée Saint-François qui entre novembre 1943 et août 1944 avait été le siège de la Gestapo allemande et un lieu d'emprisonnement, de torture et d'exécution des résistants. Une plaque commémorative est posée sur les murs du nouveau bâtiment[2].
- 2013 : 
  - En juillet, le groupe immobilier PVG (Gaston Pollet-Villard) rachète l'Impérial Palace à l'allemand Hopf Hotels & Resorts[15].
  - En octobre, la ville rachète les anciens haras d'Annecy.
- 2014 : Au 1er janvier, fusion officielle des hôpitaux d'Annecy et de Saint-Julien-en-Genevois.
- 2016 : 
  - Début de la construction du nouveau quartier des Trésums sur un projet élaboré par l'architecte Christian de Portzamparc. Il est prévu de construire plusieurs immeubles pour 632 logements, un hôtel de 110 chambres et une résidence sénior, un parc de 2 hectares mais aucun commerce[16].
  - Le club de Football ETG FC, en résidence au stade de football d'Annecy et qui évolue en ligue 1 dépose le bilan[16].
  - Le 16 juin Le président de la République François Hollande, accompagné du ministre de la culture Audrey Azoulay est en visite dans le cadre du festival international du film d'animation.
  - En octobre, après un été particulièrement sec et chaud, le niveau lac et du Thiou, presque à sec, est particulièrement bas[17].
  - Le 30 décembre, la société SNC-Lavallin gérante de l'aéroport d'Annecy-Haute-Savoie est reprise par la société Edeis[18].

## Depuis 2017, à la suite de la fusion
- 2017 : 
  - Au 1er janvier, fusion d'Annecy avec Cran-Gevrier, Seynod, Meythet, Pringy et Annecy-le-Vieux pour former la nouvelle ville d'Annecy comprenant 126 000 habitants.
  - Parmi les nouveaux chantiers de 2017 : la rénovation du complexe sportif des Glaisins (Annecy-le-Vieux), rénovation de la bibliothèque de Bonlieu (Annecy).

- 2019 : Le 14 novembre, un incendie dévaste l'hôtel de ville d'Annecy, détruisant l'intégralité de la toiture[19]. Le feu serait parti d'une armoire électrique située au troisième étage.
- 2021 : 
  - Le 23 juillet, après une longue période de batailles juridiques, Vinci Airports devient pour 15 ans le nouveau concessionnaire de l'aéroport Annecy Mont-Blanc[20].
  - 2021 a connu le démarrage d'importants chantiers dans la ville (fin en 2022) : Reconstruction du pont Albert-Lebrun sur le canal de Vassé et rénovation des vannes qui datent de 1934[5], rénovation et extension du bâtiment des Galeries Lafayette, programme immobilier de l'Avant-Scène, nouvelle piscine des Marquisats, mise à 2x2 voies de la RD1508 entre Chaumontet et la RD17, doublement de la RD 3508 entre Gillon et l'hôpital, début des travaux au nouveau quartier de pré-Billy de 21 hectares[21].
  - Le groupe familial Ceccon (BTP, carrière, béton), créé en 1936, est divisé en 2 et revendu à deux autres entreprises familiales française, en mai pour le BTP et en décembre pour la carrière et le béton. La ville devrait récupérer les 9 hectares occupés dans le vallon du Fier[22]..
- 2022 :
  - Les nouveaux chantiers de 2022 : début des travaux du Haras, début des travaux pour la reconstruction de l'hôtel de ville ravagé par l'incendie de novembre 2019, début des travaux du programme immobilier des Capucins, début des travaux du nouveau centre commercial du Grand Épagny[21], début des travaux du nouveau cinéma Megarama à Val Semnoz (9 salles, 1 380 places)[23].
- 2023 :
  - Parmi les nouveaux chantiers de 2023 : Rénovation complète de la patinoire Jean-Régis (avril-octobre)[24], création d'un caniparc de 1800 m² en face de la plage d'Albigny (3 autres pourraient être créés dans le futur à d'autres endroits de la ville)[25].
  - Le 8 juin vers 9h45, un immigré syrien poignarde sur l'aire de jeu du jardin de l'Europe 4 enfants de 3 à 4 ans et 2 adultes, avant d'être maîtrisé par la police.